# Ursula Pares

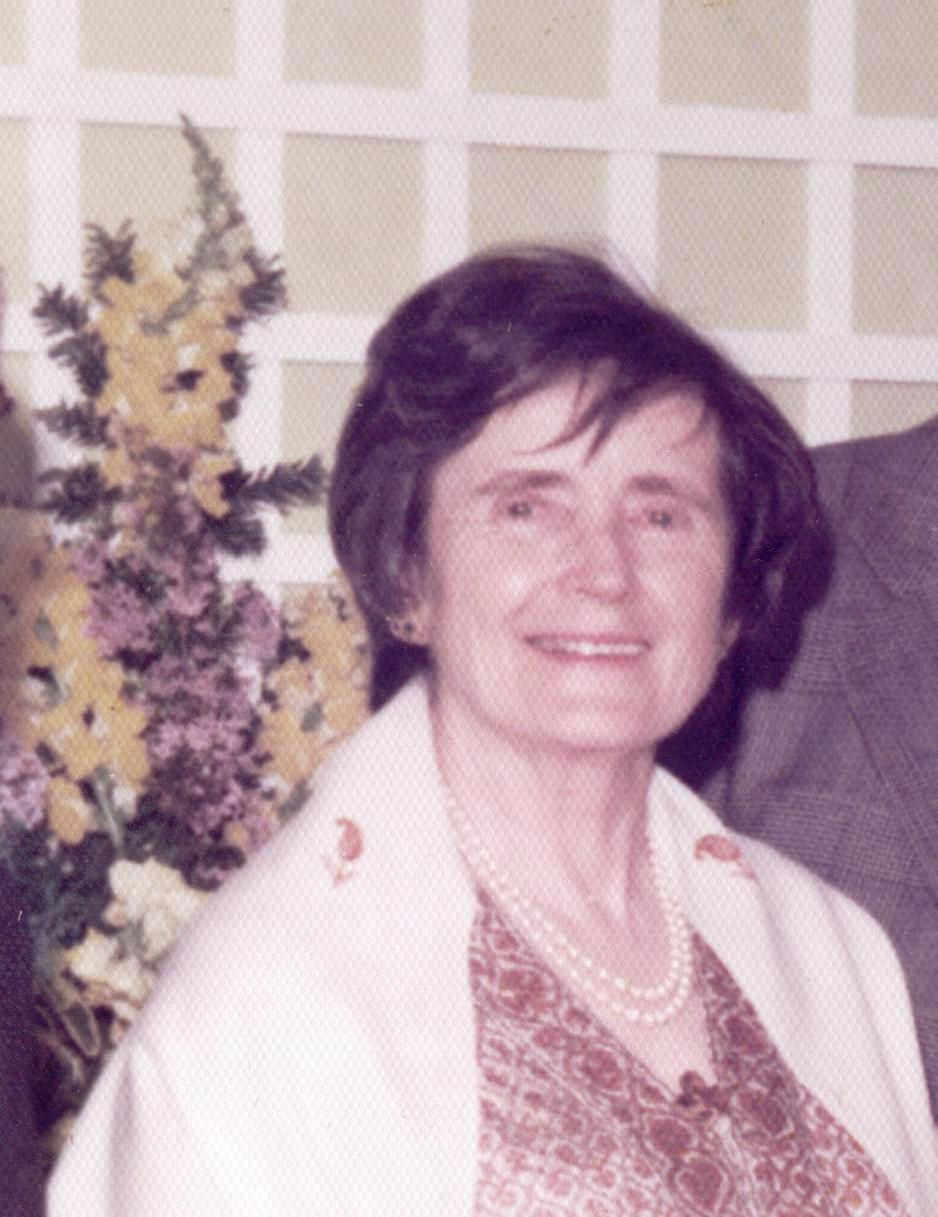
Ursula Pares

Ursula Pares (* 30. Juni 1907 in Liverpool; † 1. August 1986 in Barnet), seit 1936 Susan Jellicoe, war eine britische Fotografin, Buchautorin und Herausgeberin einer Zeitschrift für Landschaftsgestaltung. Sie war Mitarbeiterin ihres Ehemannes Geoffrey Alan Jellicoe.

## Herkunft und Jugend
Pares war eines von sechs Kindern von Bernard Pares und dessen Ehefrau Margaret Ellis Dixon (1879–1964). Ihre Kinderjahre verbrachte sie in Liverpool. Nach der Trennung ihrer Eltern 1919 lebte sie bei ihrer Mutter und ihren Großeltern in Belsize Park (London) und besuchte von 1920 bis 1925 die St Paul’s Girls' School (St. Paul’s Mädchenschule). Pares arbeitete als Sekretärin bei der Anglo Continental Bank, bevor sie in das Büro des Landschaftsarchitekten Geoffrey Jellicoe eintrat, den sie 1936 heiratete.
Während des Zweiten Weltkriegs arbeitete sie im britischen Informationsministerium im Bereich der Luftbildinterpretation.

## Gemeinsame Arbeit mit Geoffrey Jellicoe
Ihre guten Kenntnisse des Französischen, Deutschen und Italienischen befähigten Pares, nun Susan Jellicoe, nicht nur ihren vielseitig beschäftigten Ehemann bei dessen Planungen zu unterstützen, sie entwickelte auch eigene Pflanzschemata, so für Sutton Park. Ihre hervorragenden Schwarzweiß-Fotografien wurden Bestandteil zahlreicher Veröffentlichungen sowohl mit Geoffrey Jellicoe als auch Marjory Allen of Hurtwood. Sie gab das Magazin Landscape Design heraus und schrieb von 1961 bis 1965 Gartenartikel für den Observer.
Ihr Engagement für die Belange der Landschaftsarchitektur machte sie zu einer bekannten Persönlichkeit. 1985 erhielt sie die Ehrendoktorwürde der University of Sheffield (Universität von Sheffield). Sie starb 1986 an den Folgen der Parkinson-Krankheit. Ihre Ehe blieb kinderlos.

## Werke
Mit Geoffrey Jellicoe:
- Modern private gardens (1968)
- The use of water in landscape architecture (1971)
- The landscape of man (1975)

Mit Marjory Allen of Hurtwood:
- The gardens of Mughal India (1972)
- Town gardens to live in (1977)